# 贾顺先
贾顺先（1926年—），男，四川南充人，中国哲学史家，曾任四川大学教授，中国哲学史学会常务理事。